# Embelia sootepensis
Embelia sootepensis är en viveväxtart som beskrevs av William Grant Craib. Embelia sootepensis ingår i släktet Embelia och familjen viveväxter. Utöver nominatformen finns också underarten E. s. thorelii.